# Богородичні свята

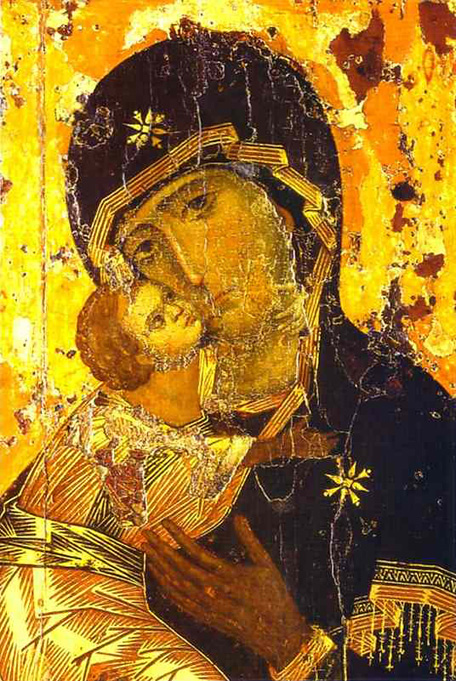
«Володимирська ікона Божої Матері»

Богородичні свята — свята низки християнських церков, установлені на честь Пресвятої Богородиці Діви Марії.

## Походження
Вшанування різних днів пам'яті, пов'язаних з іменем Діви Марії почалось уже в ранній церкві. На їх формування значно вплинули, з причини відсутності у канонічних Євангеліях подробиць її земного життя, апокрифічні євангелія дитинства, особливо Протоєвангеліє Якова. Також вплив на формування Богородичних свят вчинило шанування місць, які вірячи пов'язували з її земним життям (наприклад, з II століття шанувалось місце Благовіщення в Назареті, ще до Першого Вселенського собору шанували гробницю Богородиці в Єрусалимі).
Особливого розвитку Богородичні свята набули після IV століття, коли Різдво Христове почали відзначати 25 грудня. Стародавні проповіді у це свято (Зенона Веронського, Максима Туринського, папи Льва I тощо) прославляють Діву Марію, а надалі наступного дня після Різдва на сході було встановлено свято Собору Пресвятої Богородиці (святкування закріплено на Шостому Вселенському соборі).
Першими власне Богородичними святами є Благовіщення (святкування встановлено у IV столітті) та Успіння (з кінця VI століття). Різдво Богородиці почали відзначати з VII століття, а Введення Богородиці у Храм — з VIII століття.

## Православна церква
До переліку Богородичних свят у Східій православній церкві входять:
| Назва свята                                                                          | Зображення | Дата святкування          | Статус свята |
| ------------------------------------------------------------------------------------ | ---------- | ------------------------- | ------------ |
| Різдво Пресвятої Богородиці                                                          |            | 8 вересня                 | дванадесяте  |
| День пам'яті святих Йоакима та Анни, батьків Богородиці                              |            | 9 вересня                 | мале         |
| Введення в Храм Пресвятої Діви Марії                                                 |            | 21 листопада              | дванадесяте  |
| Зачаття праведною Анною Пресвятої Богородиці                                         |            | 9 грудня                  | мале         |
| Собор Пресвятої Богородиці                                                           |            | 26 грудня                 | мале         |
| Благовіщення Пресвятої Богородиці                                                    |            | 25 березня                | дванадесяте  |
| Субота Акафіста                                                                      |            | 5-а субота Великого посту |              |
| День освячення храму Пресвятої Богородиці біля Живоносного Джерела в Константинополі |            | п'ятниця Світлої седмиці  |              |
| Покладання ризи Пресвятої Богородиці у Влахерні                                      |            | 2 липня                   | мале         |
| Успіння праведної Анни                                                               |            | 25 липня                  | мале         |
| Успіння Пресвятої Богородиці                                                         |            | 15 серпня                 | дванадесяте  |
| Покладання поясу Пресвятої Богородиці в Халкопратії                                  |            | 31 серпня                 | мале         |

Також особливі святкування встановлено на честь шанованих богородичних ікон. Відносно свята Стрітення Господнього відзначають, що воно за своїми богослужебними особливостями також може вважатись Богородичним.
У Православній церкві України до Богородичних свят належить Покрова Пресвятої Богородиці — 1 жовтня, яке за своїми богослужебними особливостями відповідає дванадесятому святу, але не має такого статусу й належить до великих.
Богослужіння у дванадесяті Богородичні свята має свої особливості у порівнянні з Господськими дванадесятими святами. Перед ними також здійснюється всеночна, але якщо свято припадає на робочі дні й на суботу, то здійснюється служба святу, якщо на неділю, то відбувається поєднання двох служб — Богородичної та недільної. Низка Богородичних свят супроводжується днями передсвяткувань і післясвяткувань.

## Римо-католицька церква
У Римо-католицькій церкві відзначаються деякі з Богородичних свят, які існують у Східній православній церкві, а також існує низка власних свят. Богородичні свята можуть мати статус торжества (найвищий ранг), свята чи спомину.
| Назва свята                                    | Зображення | Дата святкування                            | Статус свята |
| ---------------------------------------------- | ---------- | ------------------------------------------- | ------------ |
| Торжество Пресвятої Богородиці                 |            | 1 січня                                     | торжество    |
| Благовіщення Пресвятої Богородиці              |            | 25 березня                                  | торжество    |
| Відвідання Дівою Марією Єлизавети              |            | 31 травня                                   | свято        |
| Свято Непорочного Серця Марії                  |            | на тринадцятий день після Дня Святої Трійці | спомин       |
| День пам'яті Її батьків святих Йоакима й Анни  |            | 26 липня                                    | спомин       |
| Успіння й Вознесіння Діви Марії                |            | 15 серпня                                   | торжество    |
| Різдво Пресвятої Богородиці                    |            | 8 вересня                                   | свято        |
| Спомин Найсвятішого Імені Пресвятої Діви Марії |            | 12 вересня                                  | спомин       |
| Діва Марія у Скорботі                          |            | 15 вересня                                  | спомин       |
| Пресвята Діва Марія Розарія                    |            | 7 жовтня                                    | спомин       |
| Введення Богородиці у храм                     |            | 21 листопада                                | спомин       |
| Непорочне зачаття Діви Марії                   |            | 8 грудня                                    | торжество    |

Свято Стрітення Господнього також іноді долучають до числа Богородичних свят, друга назва цього свята у католицтві — «Очищення Марії». Свято Благовіщення вважається як Богородичним святом, так і святом, присвяченим Спасителю, у зв'язку з чим на рівних вживаються дві назви «Благовіщення Діви Марії» та «Благовіщення Господа Ісуса Христа». Існують також свята на честь деяких визнаних церквою явлінь Діви Марії, найвідоміші з них: Діва Марія Лурдська (11 лютого), Діва Марія Фатімська (13 травня) й Діва Марія Гваделупська (12 грудня). На богослужіннях у Богородичні свята, незалежно від їхнього статусу, духовенство носить одежі білого, святкового кольору.